# John Amery

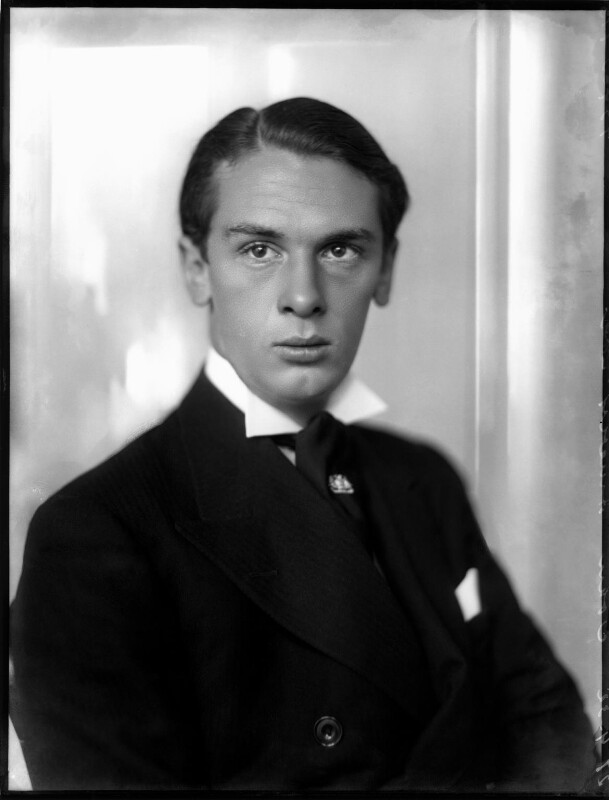
John Amery, 1932

John Amery (* 14. März 1912; † 19. Dezember 1945 in London) war ein britischer Faschist, der während des Zweiten Weltkrieges für das nationalsozialistische Deutschland gegen die Kriegsregierung Churchill (der auch sein eigener Vater, der Politiker Leopold Amery als Minister für Indienangelegenheiten angehörte) agitierte.

## Leben
John Amery wurde als Sohn des konservativen Politikers Leopold Amery geboren, der zwischen 1916 und 1929 verschiedene Ämter in den Regierungen Lloyd George, Bonar Law und Baldwin bekleidete. Amerys Mutter war eine aus Ungarn stammende Protestantin jüdischer Abstammung – es ist gleichwohl ungeklärt, ob Amery selbst etwas von seiner jüdischen Herkunft wusste. Als Kind besuchte Amery die Eliteschule Harrow. In den 1920er Jahren entwickelte Amery sich zu einem überzeugten Anti-Kommunisten und begann starke Sympathien für die Ideen des europäischen Faschismus zu entwickeln.
In den frühen 1930er Jahren siedelte Amery nach verschiedenen ökonomischen Misserfolgen in Großbritannien nach Frankreich über. Dort stand er zeitweise dem französischen Faschistenführer Jacques Doriot nahe, mit dem er Österreich, die Tschechoslowakei, Deutschland und Italien bereiste, um die dort wirkenden Kräfte des Faschismus aus der Nähe zu studieren. Seiner Familie gegenüber stellte Amery die Behauptung auf, er habe 1936 im Spanischen Bürgerkrieg als Spionageoffizier einer italienischen Freiwilligenbrigade auf Seiten der Nationalisten unter General Franco gekämpft und sei für seine Leistungen mit einer Ehrenmedaille ausgezeichnet worden. Diese Behauptung, die in der Literatur noch heute weit verbreitet ist, wird in einem Artikel des Daily Express als wahrscheinliche Lüge dargestellt; Amery habe Spanien erstmals 1939 nach dem Ende des Bürgerkriegs besucht.
Nach der Kapitulation Frankreichs im Juni 1940 und dem Beginn der deutschen Besatzungsherrschaft lebte Amery zunächst in Vichy-Frankreich. Einem Angebot des deutschen Waffenstillstandsunterhändlers Graf Ceschi folgend und mit Hilfe des Offiziers Werner Plack ging Amery im Oktober 1942 schließlich nach Deutschland, um sich dort im Sinne des nationalsozialistischen Regimes und gegen die Regierung seines Geburtslandes politisch zu betätigen. In Berlin traf er mit Adolf Hitler zusammen, der ihm gestattete, als „Gast des Reiches“ in Berlin seinen ständigen Aufenthalt zu nehmen. Hier schloss Amery sich zunächst dem aus britischen Überläufern bestehenden deutsch-britischen Komitee an.
Ab 1942 arbeitete er an der Formierung eines Verbandes aus britischen Kriegsgefangenen, die nach Vorbild der von Doriot mitgestalteten französischen Legion des Volontaires Français als Überläufer auf deutscher Seite gegen die Sowjetunion kämpfen sollten. Dieser Verband, den Amery in seinen ursprünglichen Entwürfen als „The British Legion of St George“ titulierte und der später als British Free Corps in die Geschichte einging, konnte jedoch nur sehr wenige britische Kriegsgefangene anziehen und blieb politisch wie militärisch letztlich bedeutungslos.
1943/44 verlas Amery verschiedene Aufrufe in Radioansprachen an die britische Bevölkerung, in denen er zum Sturz der Regierung Churchill, zur Beendigung des Krieges gegen Deutschland und zum Eintritt auf deutscher Seite in den Krieg gegen Russland aufrief. Im Frühjahr 1944 wurde er nach Italien geschickt, um Benito Mussolini bei der Marionettenregierung der Republik von Salò zu unterstützen. In den letzten Wochen des Krieges wurde Amery von italienischen Partisanen gefangen genommen. An die britische Regierung ausgeliefert, wurde er im Herbst 1945 wegen Hochverrats angeklagt und am 28. November 1945 zum Tode durch den Strang verurteilt. Das Urteil wurde am 19. Dezember im Gefängnis von Wandsworth durch den Henker Albert Pierrepoint vollstreckt. Amery gilt als der einzige Angeklagte in der britischen Justizgeschichte, der sich auf die Anklage wegen Hochverrats für schuldig erklärte.

## Werke
- John Amery Speaks, ISBN 1-904197-00-0.
- England and Europe, ISBN 1-899435-64-6.